# 루도비쿠스 3세 카에쿠스
루도비쿠스 3세 카에쿠스(라틴어: Ludovicus III Caecus: 880년경 – 928년 6월 28일)은 프랑크 족 출신 프로방스의 왕 (887년 11월부터), 이탈리아왕(900년 10월 또는 12월부터), 901년부터 905년까지 신성 로마 제국 황제였다. "카에쿠스"란 맹인이라는 뜻이다. 루도비쿠스 2세 이우니오르의 딸 이밍가르트의 와 프로방스의 보소 5세의 아들이다. 또한 그의 고모 리첼다는 대머리왕 카를 2세의 후처였다. 프로방스와 부르군트의 군주로는 루도비쿠스 4세이다. 아버지 쪽으로는 보소니드 가문이지만 모계를 통해 카롤링거 왕조의 외손이 된다.
7세에 아버지 보소가 사망하자 숙부 리샤르가 섭정이 되었으나, 그를 보호하기를 주저했다. 어머니 이르밍가르트의 부탁으로 동프랑크의 카를 3세의 보호를 받았고, 나중에는 아르눌프의 봉신이 되는 조건으로 그의 보호를 받았다. 890년에 프로방스 왕이 되고, 900년 프리울리 출신 롬바르디아의 왕 베렌가리오 1세에 반대하는 롬바르디아 귀족들의 추대로 10월 파비아에서 롬바르디아의 왕으로 선출되고 901년 2월 로마에서 교황 베네딕투스 4세의 축성을 받고 신성 로마 황제관을 수여받았다. 그러나 베렌가리오 1세와의 오랜 전쟁 끝에 905년 7월 이탈리아 베로나에서 베렝가리오에게 포로로 잡혀 그에게 두 눈을 뽑히고 프로방스로 추방되었다. 그의 별명 맹인왕은 여기에서 유래한 것이다.

## 생애

### 초기 활동
루도비쿠스는 880년경 혹은 882년경, 878년경 루도비쿠스 2세 이탈리아왕의 딸 이르밍가르트와 프로방스와 부르군트의 제후로 서프랑크 왕국의 혼란기에 자립했던 보소의 아들로 태어났다. 881년생 설, 878년생 설도 있다. 외할아버지 루도비쿠스 2세 이탈리아왕은 아들이 없이 사망했고, 외할아버지 루도비쿠스 2세 이탈리아왕의 동생인 로타르 2세의 서자 위그 역시 아들이 없이 사망했으므로, 맹인왕 루트비히는 어머니 이르밍가르트를 통해 카롤링거 왕조의 계승권을 주장할 수 있었다.
그의 고모 리첼다는 서프랑크의 대머리왕 카롤루스 2세 칼부스의 후처였고, 삼촌 오툉 공작 리샤르는 후일 서프랑크의 왕이 되는 라울의 아버지가 된다. 삼촌인 리샤르는 그가 고아가 되자, 그를 보호하기를 주저하였다. 그밖에 루도비쿠스의 할머니 리첼다는 장로 보소의 딸로, 로타링기아의 왕 로타르 2세의 처 토이트베르가의 자매이자, 성 마우리스-인-발레 대 수도원장 훅베르트와 남매간이었다.
왕비는 동로마 제국 황제인 레오 6세와 프랑크족 출신 아델라이드의 딸인 동로마의 안나(914년 사망)로, 899년에 결혼하였다. 또다른 아내 아델라이드는 북부 부르고뉴의 제후 콘라트 1세의 딸이다. 보소가 사망할 당시 그의 나이가 어렸으므로 벨프 왕가 출신 부르고뉴의 제후 콘라트 1세는 재빨리 부르고뉴의 북부 지역을 점령하고 스스로 왕을 자처하였다. 후에 905년 또는 914년 무렵 루도비쿠스는 콘라트 1세의 딸 아델라이드와 결혼하게 된다. 이 사이에서는 루돌프(929년 5월 12일 사망)라는 이름의 아들이 태어난다. 또한 콘라트 1세의 여동생 아델라이드는 다시 루도비쿠스의 삼촌인 부르고뉴 공작 정의공 리샤르 오툉과 결혼하였다.
그밖에 루도비쿠스에게는 어머니가 누군지 불분명한 샤를 콘스탄틴이라는 아들이 있었다. 그는 후에 비엔나 백작을 역임했다.
882년 하순 서프랑크 왕국의 샤를로망 3세가 군사를 이끌고 프로방스와 부르군트를 침공, 한 달 정도 포위했다. 삼촌 리샤르 오툉은 이르멘가르트와 어린 루도비쿠스는 누이 엔젤베르가를 오툉으로 피신시켰다. 서프랑크의 샤를로망 3세가 퇴각한 뒤 다시 프로방스로 돌아왔다.

### 프로방스 왕

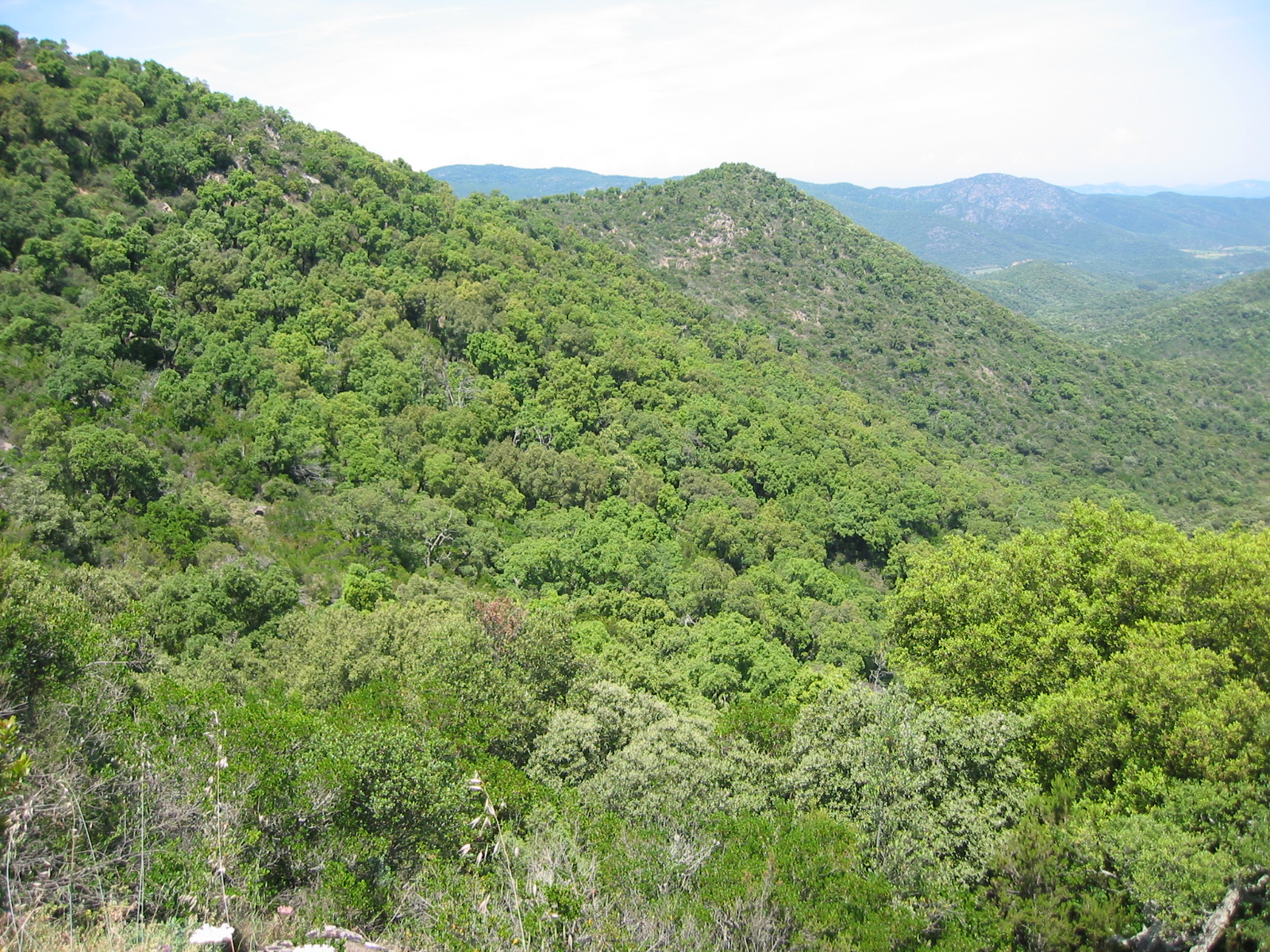
프락시네의 사라센인 요새, 889년 루트비히는 이곳을 근거지로 삼아 프로방스 해안을 침공한 사라센인 해적들을 소탕했다.

887년 1월 11일 아버지 보소 5세가 죽자 그는 프로방스의 왕이 되었는데 나이가 어려 권력이 불안하였다. 혼란을 틈타 하부 부르고뉴(아를 지방)은 그의 영향권에서 벗어나, 귀족들이 독자적으로 치안권을 행사하기 시작했다. 섭정으로는 어머니 이르밍가르트와 친 삼촌 정의공 리샤르 오툉이 그를 대신하여 왕국을 다스렸다. 어머니 이르밍가르트는 프로방스의 귀족들의 지지를 얻어냈다. 그러나 삼촌 리샤르 오툉은 그를 보호하는 것을 주저하였다. 프로방스의 군주로서 그는 외할아버지 루트비히 2세 이탈리아인, 서프랑크의 말더듬이 루트비히에 이어 루이 4세에 해당되지만, 이탈이아의 왕이자 황제로는 루트비히 3세가 되어 루트비히 3세로 통칭된다.
887년 5월 그의 어머니 이르밍가르트는 아들과 함께 친척인 동프랑크의 황제 뚱보왕 카를 3세에게 의탁하여 도움을 요청하였고, 어머니 이르밍가르트의 사촌이었던 카를 3세는 그를 양자로 삼고 상속권과 왕의 지위를 인정, 보호해 주었다. 또한 그에게 비엔나 백작의 작위도 내려주었다. 그러나 887년 11월 카를이 조카 아르눌프의 쿠데타로 실각하고, 888년 1월 카를이 죽자, 다시 카를의 뒤를 이어 황제가 된 케른텐의 아르눌프에게 도움을 요청했고, 아르눌프는 그가 아르눌프의 종주권을 인정하고 봉신이 될 것을 인정하자, 아르눌프는 890년 루도비쿠스를 아를, 프로방스 그리고 부르고뉴의 왕으로 인정해고 보호해 주었고, Visio Karoli Grossi를 작성하여 그를 카롤링거 왕가의 구성원의 한 사람으로 인정해주었다. 그러나 랭스의 대주교 풀크에 의하면 901년 그가 황제로 즉위한 뒤에, 자신의 정당성을 입증하기 위해 작성했다고도 한다.
그의 누이 윌라는 상부르군트의 왕 루돌프 1세와 결혼했고, 루도비쿠스 맹인왕은 다시 상부르군트의 왕 루돌프 1세의 딸이자 조카딸인 아델라이드와 결혼했다. 루돌프 1세의 누이인 아델라이드는 그의 숙모로, 루도비쿠스의 삼촌 리샤르 오툉의 아내였다. 루돌프의 딸 윌라는 다시 그의 먼 인척인 토스카나의 보소와 결혼했다. 898년 그의 여동생 엔젤베르그는 아키텐 공작이자 리옹 공작, 마콘 백작인 윌리엄 경건공과 결혼, 동맹을 얻게 된다.
889년 사라센인이 프로방스의 프락시네툼(Fraxinetum, 현 프락시네(Fraxinetum))에 요새를 건설하고, 프로방스의 해안가를 약탈하는 사라센인 해적들과 교전하였다. 889년 5월 루도비쿠스는 어머니 이르밍가르트와 동프랑크의 아헨으로 가 아르눌프에게 충성을 맹세하고 돌아왔다. 다시 894년 루도비쿠스는 동프랑크로 가 아르눌프에게 충성을 약속하고 봉신이 되었다. 890년 발랑스(Valence)의 프로방스의 가톨릭 성직자 회의에서 그를 프로방스와 부르고뉴의 국왕으로 선출, 정식으로 승인되었다.
루도비쿠스는 치세 동안 내내 사라센의 침입에 맞서 싸워야 했다. 896년 프로방스의 남부 해안가로 쳐들어온 사라센인 해적과 교전하였다. 898년에는 프락시네트 해변가로 올라오는 사라센 군사를 맞아 교전하였다. 같은 해, 루도비쿠스는 아키텐을 방문했는데, 루도비쿠스의 여동생 엔젤베르그(Engelberge)는 아키텐의 공작이자 레온, 마콘(Mâcon)의 백작인 경건한 윌리엄과 결혼하였다. 루도비쿠스는 비잔티움 제국 황제 레오 6세의 딸 비잔티움의 안나와 결혼하였다. 그러나 비잔티움 제국은 그의 전임자들을 대하듯 그를 프랑크인의 황제로 여겼지 로마 황제로 간주하기를 거부했다.

### 이탈리아 원정과 황제 즉위

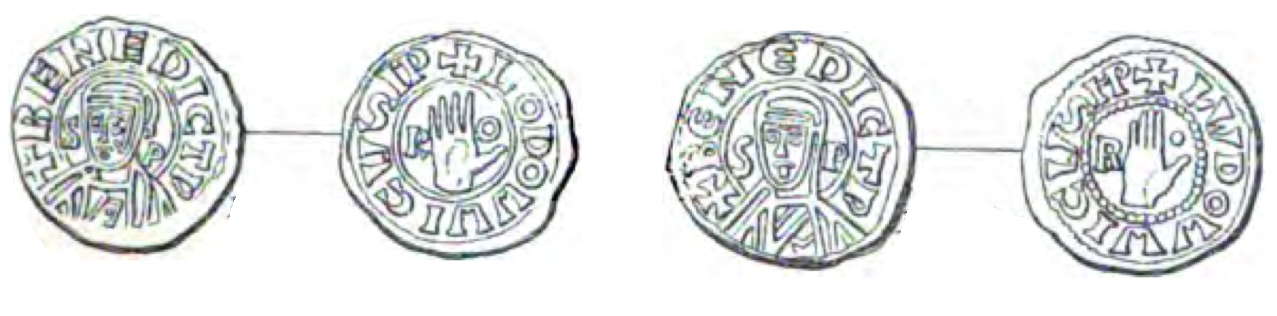
교황 베네딕트 4세 명의로 발행된 데나리온 동전과 루트비히 3세 맹인왕 이름으로 발행된 데나리온 동전 (900년경)

900년 그는 롬바르디아 왕 베렌가리오 1세가 이탈리아로 쳐들어 온 마자르 족의 침입을 막아내지 못하자, 루도비쿠스는 베렌가리오 1세의 반대파 이탈리아의 제후들의 요청으로, 황제 루도비쿠스 2세의 손자의 자격으로 이탈리아로 가게 되었다. 토스카나 후작 아달베르토 2세는 그를 초청하여 이탈리아로 불러들였다. 그밖에 북부 이탈리아의 일부 귀족이 루도비쿠스의 편을 들어주었다. 아달베르토 등의 사자는 루도비쿠스의 조카를 만나 의사를 전달한 뒤, 다시 루도비쿠스를 알현하고 추대 의사를 전달했다.
당시 이탈리아는 마자르족의 침입으로 무능한 베렝가리오 1세의 통치 아래에서 어려움을 겪고 있었고, 이탈리아의 북부 지역은 황폐화되었다. 루도비쿠스는 900년 루도비쿠스는 파비아에서 열린 이탈리아 귀족회의에서 귀족들에 의해 롬바르디아의 왕으로 선출되었다. 바로 군대를 이끌고 알프스를 넘어 이탈리아로 진격하여 베렝가리오의 군대를 무찌르고, 900년 9월 민치오에서 베렝가리오의 군대를 패주시켰다. 롬바르드족의 옛 수도인 파비아의 상 미셀 마조레에서 10월 12일 롬바르드의 철왕관을 수여받고 이탈리아 왕에 올랐다. 그는 계속하여 로마로 진군하여 교황 베네딕토 4세를 알현, 교황 베네딕토 4세에 의해 이듬해 2월 15일 또는 2월 22일에 축성받고 신성로마제국황제의 대관식도 치렀다. 899년 그는 동로마 제국 황제 레오 6세의 딸 안나와 결혼했다.
그러나 902년까지 그는 마자르 족의 이탈리아 약탈을 물리치지 못했고, 루도비쿠스를 지지하던 일부 이탈리아의 귀족들은 다시 베렝가리오의 편으로 돌아섰다. 902년 베렝가리오 1세는 그에게 프로방스로 돌아가라고 강요했고, 루도비쿠스는 거절했다. 902년 그는 베렝가리오에게 패하여 영원히 이탈리아를 떠나는 서약을 하고 프로방스로 물러났다.
904년 이탈리아를 재공략하여 롬바르디아의 북서부를 획득하였다. 905년 루도비쿠스는 다시 이탈리아로 와 달라는 이탈리아인 귀족들의 제의를 받았다. 그에게 이탈리아 방문을 제의한 귀족들 중에는 이브레아 후작 이브레아의 아달베르토 1세도 있었다. 루도비쿠스는 이탈리아의 공략을 준비한다. 다시 한번 그는 파비아에서 베렌가리오 1세 군사를 물리치고 입성하였으며, 베로나 시와 주교 아달하르트(Adalard) 등의 지원을 약속받았다.

### 패배와 최후
905년 이브레아의 후작 아달베르토 1세가 루도비쿠스의 이탈리아로 초청했다. 905년 7월 그는 다시한번 알프스산맥을 넘어 이탈리아를 침공하는데, 파비아에서 베렝가리오의 군사를 물리치고 베로나까지 진격했다. 그러나 이번에도 바이에른 군대의 도움을 받은 베렝가리오의 군대에게 패하였다. 베로나 시내에서 베렝가리오의 군사에게 위치가 노출된 그는 성 페트로의 교회의 성소 안에 숨었지만, 붙잡혀 베로나의 감옥에 갇히는 신세가 되었다. 905년 7월 21일 그는 서약을 깬 죄목으로 눈이 뽑히는 형벌을 받았고 (그래서 그의 별명이 맹인왕이 되었다.) 이탈리아와 황제의 지위를 포기해야 했다. 이것이 카롤링거 왕조가 마지막으로 이탈리아를 지배하려고 시도한 것이었고 실패로 끝났다. 베렝가리오는 그가 다시는 이탈리아에 오지 않겠다는 약속을 받고 그를 풀어주었다.
프로방스의 당시 수도인 빈으로 돌아온 루도비쿠스는 그후로도 몇 년간 프로방스를 통치했지만, 911년 이후 사실상 프로방스와 부르군트의 실권은 루도비쿠스의 매제이자 먼 친척으로 할머니 리첼디스의 조카손자였던 아를의 백작이자 비엔나 백작인 위그에게 있었다. 위그는 할머니 리첼디스의 친정오라비 훅베르트의 손자였고, 루도비쿠스의 여동생이자, 상부르군트의 왕 루돌프 1세의 미망인이었던 윌라와 결혼했다. 루도비쿠스는 무력해졌고 프로방스 지역 영주들과 귀족들의 이런저런 요구에 저항하지 못했다.
911년 루도비쿠스는 위그를 프로방스 후작에 임명했다. 924년 루도비쿠스의 여동생 윌라가 죽은 뒤에도 위그는 재혼하지 않고, 프로방스에서 정치적 실권을 행사했다. 크리스찬 스테파니에 의하면 귀족들의 요구에 저항할 수 없었던 루도비쿠스가 위그를 섭정으로 임명했다 한다. 그는 죽을 때까지 장님으로 살았다. 하지만 그는 죽을 때까지 자신을 로마 황제라 칭하고, 행동에 있어서 로마 황제로서의 자신의 스타일을 유지하였다.
루도비쿠스는 이탈리아에 대한 권리를 포기하지 않았다. 924년 이탈리아 북부의 귀족들의 초빙을 받은 상부르고뉴의 루돌프 2세가 이탈리아의 왕위를 차지했는데, 928년 아를의 위그에게 지위를 양도하였다. 한편 프로방스의 섭정이자 후작인 위그 역시 루도비쿠스가 살아있던 926년 7월 9일 이탈리아 왕으로 추대되었다. 루도비쿠스는 928년 7월 5일 프로방스의 아를에서 사망했다. 정확한 사망 원인은 알려지지 않았다.

## 가계
그의 아들 비엔나 백작 샤를 콘스탄틴의 어머니가 정확하게 누구인지는 알려지지 않았다.
다른 아들 루돌프는 클루니 수도원의 문헌에만 황제 루트비히의 아들이라는 것만 언급되었을 뿐, 생애와 행적에 대해서는 알려져있지 않다.
- 아버지 : 보소 5세
- 어머니 : 이르멘가르트 2세
  - 누이 : 프로방스의 윌라(Willa de Provence)
  - 매부 : 루돌프 1세
    - 외조카 : 루돌프 2세

  - 사촌이자 매부 : 위그
- 처 : 비잔티움의 안나(886 - 914), 동로마 제국 황제 레오 6세의 딸
  - 아들 : 샤를 콘스탄틴(901 - 962년 1월), 프로방스와 비엔나의 백작
  - 며느리 : 트루아의 테오데베르가(Teutberga de Troyes, 960년 이후 사망), 백작 베르나리우스(Warnarius)와 아를의 테오데베르가(Teutberga of Arles)의 딸
- 처 : 아델하이트, 929년 5월 19일 사망, 부르군트의 루돌프 1세의 딸
  - 아들 : 루돌프(? - 929년 3월 19일 이후)
- 고모 : 리첼다, 서프랑크의 카를 2세의 후처
- 외조부 : 루도비쿠스 2세 이우니오르
- 외조모 : 이르멘가르트, 루도비쿠스 2세 게르마니쿠스의 딸

## 같이 보기
- 프로방스
- 부르군트
- 보소 5세
- 베렝가리오 1세
- 마자르 족
- 라울

## 참고 자료
- Grierson, Philip; Blackburn, Mark (1986). Medieval European Coinage: Volume 1, The Early Middle Ages (5th-10th Centuries). Cambridge University Press.
- Ernst Ludwig Dümmler: Ludwig der Blinde. In: Allgemeine Deutsche Biographie (ADB). Band 19, Duncker & Humblot, Leipzig 1884, S. 455–457.
- Herbert Zielinski: Ludwig der Blinde. In: Neue Deutsche Biographie (NDB). Band 15, Duncker & Humblot, Berlin 1987, ISBN 3-428-00196-6, S. 331–334
- Bouchard, Constance Brittain. "Burgundy and Provence, 879–1032". In Timothy Reuter, ed., The New Cambridge Medieval History, Vol. III: c. 900-c. 1024. Cambridge University Press, 2000, pp. 328–345.
- Duckett, Eleanor (1968). Death and Life in the Tenth Century. Ann Arbor: University of Michigan Press.
- Previté-Orton, C. W. "Italy and Provence, 900–950." The English Historical Review, Vol. 32, No. 127. (Jul., 1917), pp 335–347.
- Comyn, Robert. History of the Western Empire, from its Restoration by Charlemagne to the Accession of Charles V, Vol. I. 1851
- Mann, Horace, K. The Lives of the Popes in the Early Middle Ages, Vol III: The Popes During the Carolingian Empire, 858–891. 1925
- Mann, Horace, K. The Lives of the Popes in the Early Middle Ages, Vol IV: The Popes in the Days of Feudal Anarchy, 891–999. 1925

| 전임 카를 3세 | 프로방스의 왕 890년 - 928년 | 후임 위그 |

| 전임 카를 3세 | 하부르군드의 왕 888년 - 928년 | 후임 위그 |

| 전임 베렝가리오 1세 | 롬바르디아의 왕 900년 - 905년 | 후임 베렝가리오 1세 |

| 전임 아르눌프 | 신성로마제국 황제 901년 - 905년 | 후임 베렝가리오 1세 |